# 어니스트 그린
어니스트 기드온 그린(Ernest Gideon Green, 1941년 9월 22일~ )은 아프리카계 미국인 학생 그룹인 리틀 록 나인 중 한 명이다. 미국 아칸소주의 리틀록에서 태어났다. 어렸을 적부터 어니스트의 부모님은 그에게 자신감과 자존심을 심어주었으며 이로 인해 어니스트가 동료들 사이에서 지도자의 역할을 하고 인권 추구의 강력한 지지자가 되도록 하였다. 이러한 가정환경 덕분에 어니스트는 교회 활동과 미국의 보이 스카우트에 참여했으며 결국 이글 스카우트(21개 이상의 공훈 배지를 받은 보이 스카우트 단원) 구성원의 자리를 얻는다.
1957년 어니스트는 아칸소주 리틀록의 백인 학생만을 받아들이는 중앙고등학교에 지원서를 냈으며 일 년이라는 시간의 인권투쟁 끝에 1958년, 그는 중앙고등학교를 졸업하며 그 학교의 최초의 흑인 졸업생이 된다. 인종차별이 대중 사이에서 자연스럽게 적용되던 그 시기에 어니스트의 졸업은 흑인의 인권과 자존심을 반영하는 사건이였다. "저에게 졸업은 고등학교의 어느 누구나와 똑같이 크나큰 성취였지요," 어니스트 그린이 말했다 (“Graduation felt like a tremendous accomplishment, as anyone’s high school graduation does.”) 졸업식날 중앙고등학교의 교장은 어니스트에게 그가 다칠거라는 소문 때문에 졸업식에 나오지 말고 집에서 학교 졸업장을 우편으로 받으면 어떻겠느냐는 제안을 하지만 어니스트는 거절했다.
졸업 후, 어니스트는 미시간 주립 대학교에서 학사 학위와 대학원 학위를 받았다. 1965년, 그는 남부지역의 소수민족 여성들의 경력 개발을 위해 세워진 아돌프 협회(Adolph instituet)의 건축업에 속하는 견습직을 얻었다. 1968년에서 1976년 사이에, 그는 필립 랜돌프(A. Philip Randolp)의 교육 기금단체(A. Philip Randolph Education Fund)의 책임자로 일했었다. 또한 1985년부터 시작하여 리만 브라더스에서 일을 했었다. 1981년에는 특출한 이글 스카우트 상을 받았다(Distinguished Eagle Scout Award).
그는 필리스 그린과(Phyllis Green) 결혼하였으며 세명의 아이를 두고 있다.

## 같이 보기
- 리틀록 나인